# LMS classe 4P
Les locomotives Classe 2P no 900-939 et 1045-1199 du London, Midland and Scottish Railway sont des locomotives à vapeur de disposition d'essieux 220 « American » (4-4-0 dans la nomenclature britannique) utilisées en service voyageurs par le London, Midland and Scottish Railway et les British Railways. Dotées de trois cylindres compound et de roues de (6 pieds 9 pouces, (plus de deux mètres), elles sont une adaptation de la classe 1000 du Midland Railway, l'un des constituants du LMS. Aux LMS, ces dernières étaient également classées dans le groupe de puissance 4P.

## Historique

### Origines
Entre 1902 et 1908, le Midland Railway avait produit 45 locomotives de la série 1000 à 1044. Elles étaient alors les locomotives les plus rapides de la compagnie, remorquant les express prestigieux, en dépit d'une puissance relativement modeste qui convenait à la politique du Midland d'assembler des trains de voyageurs courts et rapides et d'utiliser plusieurs locomotives sur les lignes à fortes rampes. Contrairement aux autres compagnies britanniques de l'époque, ils ne réalisèrent aucune locomotive pour trains rapides à trois essieux moteurs. Après un intermède de deux ans, le dernier ingénieur en chef du Midland Henry Fowler (en) obtient ce poste clé au LMS, qu'il occupera jusqu'en 1931. Ce dernier, responsable de la conversion à la surchauffe des locomotives série 1000 et de la réalisation de locomotives 220 moins puissantes par reconstruction de locomotives du XIXe siècle, décide de copier ces deux dernières séries pour répondre au besoin de locomotives rapides sur tout le réseau du nouveau LMS ; les machines pour trains lourds des autres compagnies constituantes continueront à circuler sur leur territoire d'origine.

### Mise au point
Par rapport aux 1000-1044, le diamètre des roues motrices passe de 7 pieds à 6 et 9 pouces 2,057 m ce qui permet d'obtenir une meilleure adhérence, plus que nécessaire sur les lignes plus accidentées des autres compagnies que le Midland. Leur chaudière est la même que celle à surchauffeur appliquées à la série 1000 depuis 1914 et elles revêtent la livrée rouge cramoisi « Crimson Lake » des locomotives de vitesse du LMS, rappelant celle du Midland.
Les 22 premières sortent en 1924-1925 des ateliers LMS de Derby, où le Midland assemblait auparavant ses locomotives, et les 34 suivantes sont fabriquées aux ateliers d'Horwich hérités du Lancashire and Yorkshire Railway ; le reste de la série livré entre 1925 et 1927 est confié à l'industrie privée (North-British et Vulcan Foundry), sauf un lot de cinq commandé tardivement aux ateliers de Derby et livré en 1932.
La numérotation de ces locomotives se fait à la suite des 1000-1044 ; À la livraison de la 1199, il n'y a plus de place disponible et les dernières endossent les numéros 900 à 949. Le LMS les classe dans le groupe 4P : des locomotives pour trains de voyageurs dont l'effort de traction varie entre 29,892 et 34,869 kN.

### Carrière et services effectués
Ces 195 locomotives sont affectées au service des express sur l'ensemble du réseau LMS, évinçant des locomotives du XIXe siècle. Changeant finalement de politique vers 1926, le LMS commandera finalement des locomotives de disposition ten wheel de la classe Royal Scot, premières d'une lignée de locomotives de plus en plus puissantes.
L'alourdissement des express sur les lignes principale redéploie les 4P et leurs aînées du Midland vers des lignes plus secondaires. À l'aise en tête d'express légers et d'omnibus rapides, elles n'ont toutefois pas l'effort de traction et l'agilité des locomotives tender à roues plus petites. En revanche, les locomotives à six essieux moteurs, les anciennes comme les plus récentes, ont régulièrement besoin de l'assistance d'une seconde locomotive, un rôle régulièrement confié aux 4P. Même dans les années 1950, elles étaient capables de tracter des trains de dix voitures à bogies, de construction semi-métallique. Comme les autres locomotives pour trains de voyageurs du LMS, on pouvait aussi les voir en tête de trains de transport de produits frais, constitués de wagons dotés du freinage automatique.
Le 8 janvier 1929, la 1060 remorquant un express postal de Bristol à Leeds (12 voitures) est endommagée par une prise en écharpe avec un train de marchandises en gare d'Ashford ; trois passagers et le mécanicien perdent la vie dans l'empilement qui en résulte. Le 13 mars 1935 à Kings Langley, la 1165 remorquant un train de lait (22 wagons) percute un train de viande qui redémarrait après un arrêt inopiné, conduisant à un suraccident avec deux autres trains de marchandises ; le mécanicien de la 1165 sera la seule victime,.

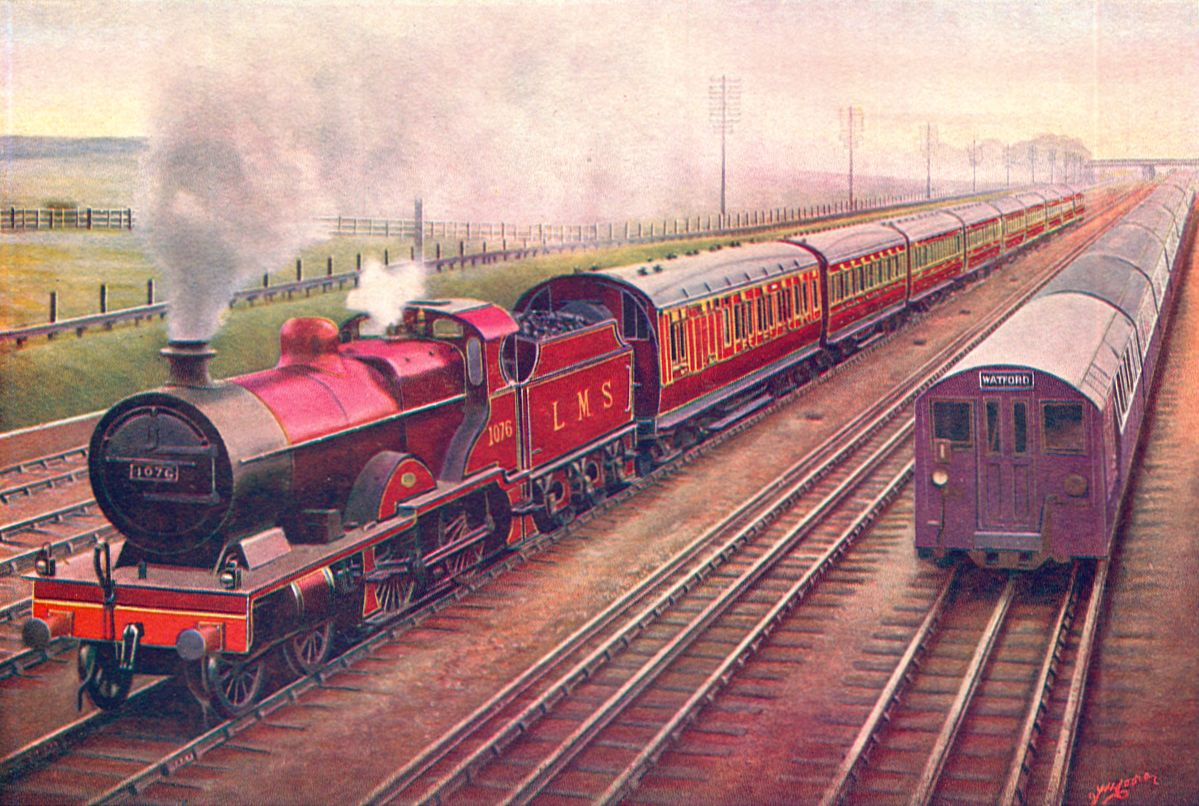
Illustration d'une 4P tractant un express longeant un train de banlieue électrique à Harrow (Londres).
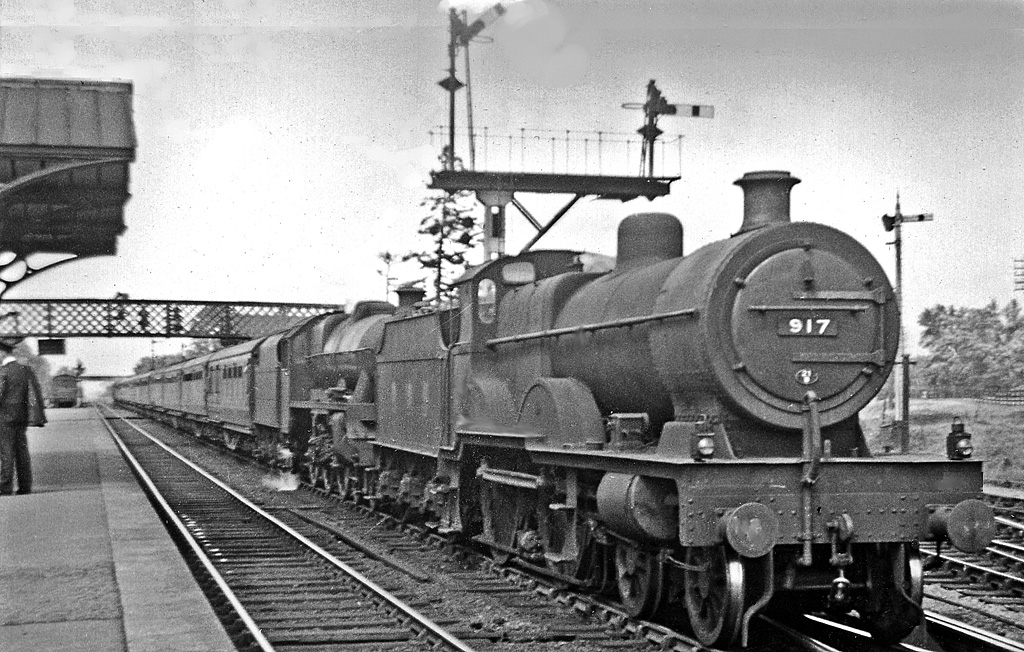
Une 4P en renfort d'une LMS class Jubilee remorquant un long train de passagers à Ashchurch for Tewkesbury (1947).
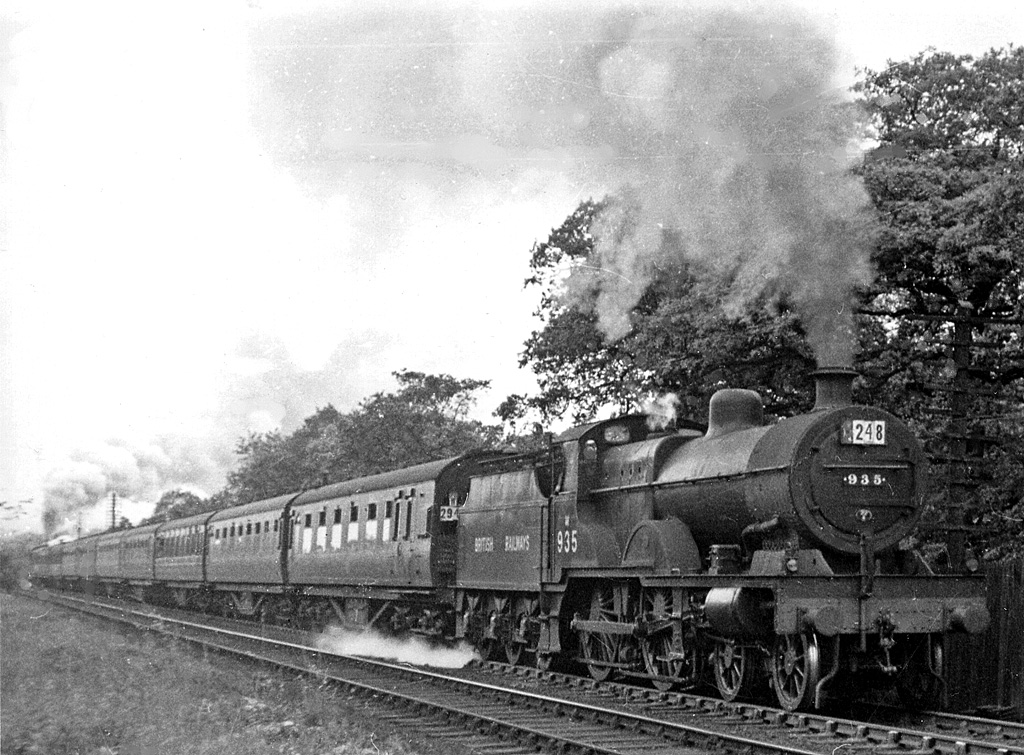
L'express Weston-super-Mare - Birmingham (10 voitures) gravit la rampe de Lickey (en) avec l'assistance de la 050 « Big Emma » (en).
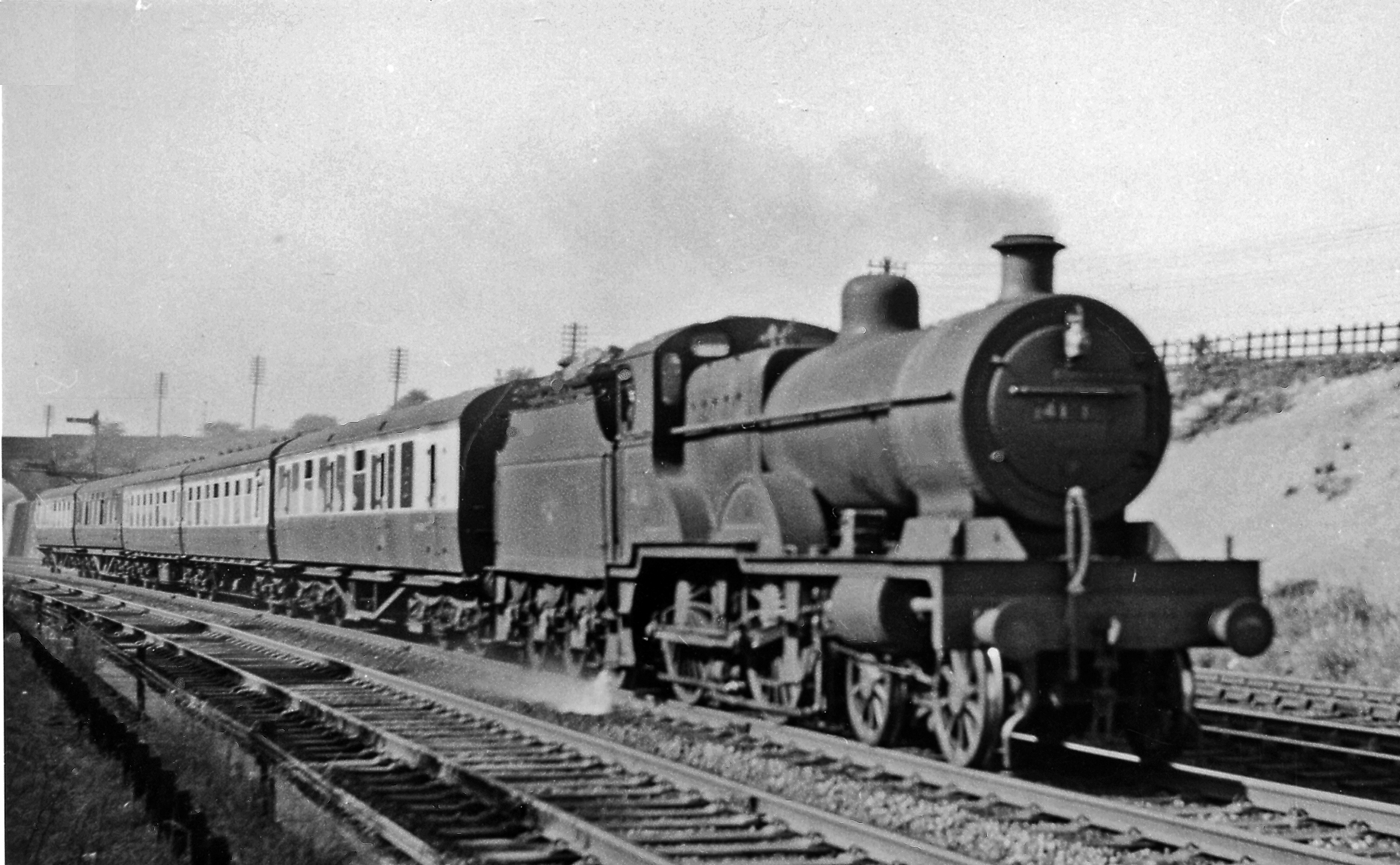
En tête d'un semi-direct Leeds - Sheffield (1957).

### Fin de carrière
L'ensemble de la série encore à l'effectif lors de la nationalisation des chemins de fer en 1948. Les British Railways leur donnent les numéros 41045-41199 et 40900-40939.
L'électrification des grandes lignes, la mise au point d'autorails aptes à assurer les trains légers confiés aux 4P et l'arrivée de locomotives à vapeur plus récentes entrainent finalement la mise au rebut des 4P. Les dernières ex-Midland s'éteignent en 1952, année où six 4P du LMS sont radiées à leur tour. Le gros de la série est retiré du service entre 1955 et 1958, ne laissant que 19 exemplaires qui disparaissent de 1959 à 1961.
Aucun exemplaire n'est préservé mais la première locomotive de la série 1000 a été sauvegardée.